# Московский театр Ленсовета
Моско́вский теа́тр Ленсове́та — русский советский драматический театр, существовавший в 1922—1941 годах.

## История
В 1922 году в Москве, в Замоскворечье, был создан драматический театр Замоскворецкого совета, в 1925-м получивший постоянное здание на Большой Ордынке, где в настоящее время располагается филиал Малого театра.
В 1926 году актёр и режиссёр Андрей Петровский, преподававший в ЦЕТЕТИСе, вместе со своими учениками влился в труппу театра и возглавил его. C 1932 года коллектив назвался Театром Ленсовета.
Петровский возглавлял театр до 1929 года; в 1932—1938 годах художественным руководителем был Константин Зубов, поставивший в театре «Платона Кречета» А. Корнейчука и инсценировку романа А. Фадеева «Разгром». В качестве режиссёров в Театре Ленсовета работали Борис Сушкевич, Алексей Грипич, Александр Плотников, Ирина Вульф и другие. В 1933 году здесь дебютировал как режиссёр Владимир Канцель, поставив спектакль «Гавань бурь» по Оноре де Бальзаку. На сцене театра в разное время выступали, помимо Петровского, Зубова и Плотникова, Клавдия Половикова, Владимир Любимов, Аркадий Вовси, Николай Литвинов, Сергей Цейц.
В 1940—1941 годах Театр Ленсовета возглавлял режиссёр и художник Илья Шлепянов.
В 1941 году, когда все театры были эвакуированы из Москвы, режиссёр Николай Горчаков организовал единственный в то время в столице драматический театр — Московский театр драмы. Труппу, разместившуюся в пустующем здании Театра Революции, составили главным образом остававшиеся в Москве артисты Театра Ленсовета и Московского драматического театра под руководством Фёдора Каверина. В 1943 году Театр драмы был объединён с возвратившимся из эвакуации Театром Революции,

## Избранный репертуар
- 1926 — «Интермедии» М. Сервантеса
- 1927 — «Плоды просвещения» Л. Толстого
- 1927 — «Ревизор»  Н. Гоголя
- 1928 — «Разлом» Б. Лавренёва
- 1928 — «Золотой мозг» А. Глебова
- 1931 — «Чудак» А. Афиногенова
- 1932 — «Страх» А. Афиногенова
- 1932 — «Разгром» по роману А. Фадеева; постановка К. Зубова
- 1933 — «Гавань бурь» по Оноре де Бальзаку; постановка В. Канцеля
- 1935 — «Платон Кречет» А. Корнейчука; постановка К. Зубова
- 1936 — «Герман» по «Пиковой даме» А. Пушкина
- 1938 — «Последние» М. Горького
- 1938 — «Золотой мозг» Тирсо де Молины; постановка А. Плотникова
- 1939 — «Чекисты» М. Козакова
- 1939 — «Падь Серебряная» Н. Погодина
- 1940 — «Дворянское гнездо» по И. Тургеневу
- 1940 — «Мария Стюарт» Ф. Шиллера; постановка Е. Страдомской
- 1940 — «Севильский цирюльник» П. Бомарше; постановка И. Шлепянова, художник Н. Прусаков
- 1941 — «Бабий бунт» Д. Смолина по Аристофану; постановка И. Шлепянова, художник Н. Прусаков
- 1941 — «Сокровище Сампо» Д. А. Щеглова; постановка И. Шлепянова, художник М. Черемных